# Claudio Scimone
Claudio Scimone (Padova, 23 de dezembro de 1934 – 6 de setembro de 2018) foi um maestro italiano. Ele estudou com Dmitri Mitropoulos e Franco Ferrara.
Foi maestro titular da Orquestra Gulbenkian, entre 1979 e 1986, sendo seu maestro honorário.